# Women's Premier League (Israele)
La Women's Premier League, precedentemente denominata Ligat Nashim Rishona e poi più semplicemente Ligat Nashim, è la massima serie del campionato israeliano femminile di calcio ed è posto sotto l'egida della Federazione calcistica d'Israele (IFA).
La competizione, che assume l'attuale denominazione dalla stagione 2022-2023, venne istituita dal campionato 1998-1999, in quella prima edizione disputato da 12 squadre, cambiando successivamente sia numero massimo di iscritti, arrivando a 14, sia formula, o a girone unico o a due gironi.
La detentrice del titolo di campione d'Israele è il Kiryat Gat, al 2025 al suo settimo titolo nonché quinto consecutivo, mentre la squadra che detiene il maggior numero di successi, otto, è l'ASA Tel Aviv, assoluto dominatore del campionato nella prima parte degli anni duemiladieci.

## Le squadre
Alla stagione 2024-2025 hanno partecipato le seguenti otto squadre:
- ASA Tel Aviv
- Hapoel Be'er Sheva
- Hapoel Gerusalemme
- Hapoel Petah Tiqwa
- Hapoel Tel Aviv
- Kiryat Gat
- Maccabi Kishronot Hadera
- Ramat HaSharon

## Albo d'oro
- 1998-1999  Maccabi Haifa (1º)
- 1999-2000  ASA Tel Aviv (1º)
- 2000-2001  Hapoel Tel Aviv (1º)
- 2001-2002  Maccabi Haifa (2º)
- 2002-2003  Maccabi Holon (1º)
- 2003-2004 Campionato interrotto
- 2004-2005  Maccabi Holon (2º)
- 2005-2006  Maccabi Holon (3º)
- 2006-2007  Maccabi Holon (4º)
- 2007-2008  Maccabi Holon (5º)
- 2008-2009  Maccabi Holon (6º)
- 2009-2010  ASA Tel Aviv (2º)
- 2010-2011  ASA Tel Aviv (3º)
- 2011-2012  ASA Tel Aviv (4º)
- 2012-2013  ASA Tel Aviv (5º)
- 2013-2014  ASA Tel Aviv (6º)
- 2014-2015  ASA Tel Aviv (7º)
- 2015-2016  Ramat HaSharon (1º)
- 2016-2017  Kiryat Gat (1º)
- 2017-2018  Kiryat Gat (2º)
- 2018-2019  ASA Tel Aviv (8º)
- 2019-2020  Ramat HaSharon (2º)
- 2020-2021  Kiryat Gat (3º)
- 2021-2022  Kiryat Gat (4º)
- 2022-2023  Kiryat Gat (5º)
- 2023-2024  Kiryat Gat (6º)
- 2024-2025  Kiryat Gat (7º)

## Statistiche
| Squadra         | Titoli | Anni                                                                                   |
| --------------- | ------ | -------------------------------------------------------------------------------------- |
| ASA Tel Aviv    | 8      | 1999-2000, 2009-2010, 2010-2011, 2011-2012, 2012-2013, 2013-2014, 2014-2015, 2018-2019 |
| Kiryat Gat      | 7      | 2016-2017, 2017-2018, 2020-2021, 2021-2022, 2022-2023, 2023-2024, 2024-2025            |
| Maccabi Holon   | 6      | 2002-2003, 2004-2005, 2005-2006, 2006-2007, 2007-2008, 2008-2009                       |
| Maccabi Haifa   | 2      | 1998-1999, 2001-2002                                                                   |
| Ramat HaSharon  | 2      | 2015-2016, 2019-2020                                                                   |
| Hapoel Tel Aviv | 1      | 2000-2001                                                                              |